# Memoriał Alfreda Smoczyka 1996

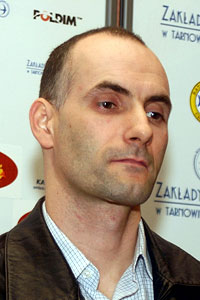
Tomasz Gollob

XLVI Memoriał Alfreda Smoczyka odbył się 15 września 1996 r. Wygrał Tomasz Gollob.

## Wyniki
- 15 września 1996 r. (niedziela), Stadion im. Alfreda Smoczyka (Leszno)
- Najlepszy Czas Dnia: Rafał Dobrucki – w 4 wyścigu - 64,3 sek.

| Msc. | Zawodnik                | Klub              | Pkt |             |  |
| ---- | ----------------------- | ----------------- | --- | ----------- |  |
| 1    | (12) Tomasz Gollob      | Polonia Bydgoszcz | 15  | (3,3,3,3,3) |  |
| 2    | (15) Rafał Dobrucki     | Polonia Piła      | 13  | (3,3,1,3,3) |  |
| 3    | (5) Adam Skórnicki      | Unia Leszno       | 11  | (1,2,2,3,3) |  |
| 4    | (13) Tomasz Bajerski    | Apator Toruń      | 9   | (1,1,3,3,1) |  |
| 5    | (7) Robert Sawina       | Start Gniezno     | 9   | (3,2,2,2,0) |  |
| 6    | (8) Jacek Gollob        | Polonia Bydgoszcz | 9   | (2,2,3,u,2) |  |
| 7    | (14) Jacek Rempała      | Unia Tarnów       | 9   | (2,3,2,1,1) |  |
| 8    | (9) Leigh Adams         | Unia Leszno       | 9   | (1,3,1,2,2) |  |
| 9    | (3) Piotr Świst         | Stal Gorzów Wlkp. | 7   | (3,1,t,1,2) |  |
| 10   | (16) Zenon Kasprzak     | Kolejarz Rawicz   | 6   | (0,d,3,0,3) |  |
| 11   | (6) Jacek Krzyżaniak    | Apator Toruń      | 5   | (0,2,2,1,0) |  |
| 12   | (10) Roman Jankowski    | Unia Leszno       | 5   | (2,1,d,2,0) |  |
| 13   | (2) Dariusz Śledź       | Atlas Wrocław     | 5   | (2,u,0,2,1) |  |
| 14   | (4) Andrzej Huszcza     | ZKŻ Zielona Góra  | 4   | (0,1,1,d,2) |  |
| 15   | (1) Dariusz Łowicki     | Unia Leszno       | 3   | (1,0,1,0,1) |  |
| 16   | (11) Paweł Jąder        | Start Gniezno     | 2   | (d,d,0,1,0) |  |
|      | rez. Robert Mikołajczak | Unia Leszno       | 0   | (0)         |  |

Bieg po biegu
1. {64,8} Świst, Śledź, Łowicki, Huszcza
2. {64,9} Sawina, J. Gollob, Skórnicki, Krzyżaniak
3. {65,6} T. Gollob, Jankowski, Adams, Jąder (d/st)
4. {64,3} Dobrucki, Rempała, Bajerski, Kasprzak
5. {66,5} Adams, Skórnicki, Bajerski, Łowicki
6. {67,4} Rempała, Krzyżaniak, Jankowski, Śledź (u/2)
7. {67,2} Dobrucki, Sawina, Świst, Jąder (d/st)
8. {68,5} T. Gollob, J. Gollob, Huszcza, Kasprzak (d/4)
9. {66,8} Kasprzak, Krzyżaniak, Łowicki, Jąder
10. {65,8} T. Gollob, Skórnicki, Dobrucki, Śledź
11. {65,8} J. Gollob, Rempała, Adams, Mikołajczak, Świst (t) / Mikołajczak za Śwista
12. {65,6} Bajerski, Sawina, Huszcza, Jankowski (d/4)
13. {66,8} T. Gollob, Sawina, Rempała, Łowicki
14. {66,4} Bajerski, Śledź, Jąder, J. Gollob (u/2)
15. {66,8} Skórnicki, Jankowski, Świst, Kasprzak
16. {65,7} Dobrucki, Adams, Krzyżaniak, Huszcza (d/4)
17. {65,4} Dobrucki, J. Gollob, Łowicki, Jankowski
18. {66,7} Kasprzak, Adams, Śledź, Sawina
19. {65,9} T. Gollob, Świst, Bajerski, Krzyżaniak
20. {67,4} Skórnicki, Huszcza, Rempała, Jąder